# Vayssierea
Famille
Genre
Vayssierea, unique représentant de la famille des Okadaiidae, est un genre de mollusques de l'ordre des nudibranches.

## Liste des espèces
Selon World Register of Marine Species, on compte quatre espèces :
- Vayssierea caledonica Risbec, 1928
- Vayssierea cinnabarea Ralph, 1944
- Vayssierea elegans (Baba, 1930)
- Vayssierea felis (Collingwood, 1881)